# Вайтфілд (Мен)
Вайтфілд (англ. Whitefield) — місто (англ. town) в США, в окрузі Лінкольн штату Мен. Населення — 2408 осіб (2020).

## Демографія
Згідно з переписом 2010 року, у місті мешкало 2300 осіб у 917 домогосподарствах у складі 643 родин. Було 1055 помешкань
Расовий склад населення:
| - 97,8 % — білих - 0,4 % — корінних американців - 0,3 % — чорних або афроамериканців - 0,3 % — азіатів |

До двох чи більше рас належало 1,1 %. Частка іспаномовних становила 1,1 % від усіх жителів.
За віковим діапазоном населення розподілялося таким чином: 21,6 % — особи молодші 18 років, 65,5 % — особи у віці 18—64 років, 12,9 % — особи у віці 65 років та старші. Медіана віку мешканця становила 44,1 року. На 100 осіб жіночої статі у місті припадало 101,2 чоловіків;  на 100 жінок у віці від 18 років та старших — 98,5 чоловіків також старших 18 років.
Середній дохід на одне домашнє господарство  становив 59 079 доларів США (медіана — 45 147), а середній дохід на одну сім'ю — 67 818 доларів (медіана — 52 202). Медіана доходів становила 41 793 долари для чоловіків та 41 477 доларів для жінок. За межею бідності перебувало 17,6 % осіб, у тому числі 22,5 % дітей у віці до 18 років та 10,3 % осіб у віці 65 років та старших.
Цивільне працевлаштоване населення становило 1118 осіб. Основні галузі зайнятості: освіта, охорона здоров'я та соціальна допомога — 23,8 %, роздрібна торгівля — 13,6 %, виробництво — 11,4 %, мистецтво, розваги та відпочинок — 11,4 %.